# Закон про корупцію за кордоном
«Закон про корупцію за кордоном» англ. Foreign Corrupt Practices Act of 1977 (FCPA) — федеральний закон США.
2016 рік був рекордним з точки зору правозастосування FCPA за всю історію його існування — 27 компаній заплатили близько 2,48 млрд. доларів США у зв'язку з порушенням вимог FCPA.
Дія FCPA розповсюджується на:
- американські компанії, чиї акції котируються на американських біржах, або компанії, які зобов’язані подавати звітність до Комісії США з цінних паперів (Securities and Exchange Commission);
- бізнес організації незалежно від форми власності (партнерства, корпорації, компанії з обмеженою відповідальністю, приватні підприємства), які створені відповідно до законодавства США або здійснюють свою діяльність на території США;
- фізичних осіб, які визнаються посадовими особами, працівниками, представниками зазначених вище бізнесорганізацій, а також фізичних осіб, які є резидентами США;
- неамериканські компанії, якщо їхні акції котируються на американській біржі або вони діють від імені американської компанії у зв’язку із вчиненням корупційного діяння.